# Roland Minnerath
Roland Minnerath, né le 27 novembre 1946 à Sarreguemines en Moselle, est un prélat catholique français, archevêque de Dijon de 2004 à 2022.

## Études
Après des études à l'université Paris 1 Panthéon-Sorbonne où il a obtenu une maîtrise d'histoire, il a poursuivi son cursus à l'université Paris-Dauphine (Paris IX) où il a obtenu un doctorat d'État en sciences de gestion.
Entré au séminaire, il a suivi des études de théologie et de droit canon à la faculté de théologie catholique de Strasbourg et à l'université pontificale grégorienne à Rome. Il a ainsi obtenu un deuxième doctorat d'État en théologie catholique et un troisième doctorat en droit canonique.

Il est par ailleurs diplômé de l'École pratique des hautes études.

### Principaux ministères
Ordonné prêtre le 25 juin 1978 pour l'archidiocèse de Strasbourg, il a été rapidement mis à disposition de la Secrétairerie d'État. Il a ainsi été secrétaire puis auditeur à la nonciature de Brasilia (Brésil) et de Bonn (Allemagne) de 1980 à 1985. Il est ensuite devenu fonctionnaire au Conseil pour les affaires publiques de l'Église au Vatican de 1985 à 1988.
Revenu dans le diocèse de Strasbourg en 1989, il a enseigné l'histoire de l'Église ancienne et médiévale à la Faculté de théologie catholique de Strasbourg et les relations Église-États à l'Institut de droit canonique.
Nommé archevêque de Dijon le 13 février 2004, il a été consacré à la cathédrale Saint-Bénigne de Dijon le 21 mars de la même année.
Au sein de la Conférence des évêques de France, il est membre de la Commission doctrinale. Le 8 novembre 2008, il a été réélu dans cette commission pour un mandat de trois ans, avant d'être élu en 2011 Président du Conseil pour les questions canoniques jusqu'en 2017.
Pour le Saint-Siège, il a été secrétaire spécial du synode des évêques d'octobre 2005 et a été membre de la Commission théologique internationale.
Il a été Grand Prieur de la Lieutenance de France de l'Ordre équestre du Saint-Sépulcre de Jérusalem de 2012 (nommé à cette fonction par Son Éminence le cardinal Edwin O'Brien, Grand-Maître de l'Ordre) à 2016.
Le 6 mai 2015 il est nommé membre de la Congrégation pour la doctrine de la foi par le pape François.
En juin 2021, la mutation annoncée de l’un des prêtres de la Fraternité Saint-Pierre pousse le diocèse de Dijon à assurer la célébration du ministère auprès du groupe de fidèles attachés au Missel dit de Saint Pie V. Le 17 juin, devant l'incompréhension des fidèles attachés à cette forme de célébration, le diocèse précise, dans un second communiqué, les raisons de cette décision : « Il avait été convenu que le prêtre de la Fraternité devrait aussi célébrer de temps en temps avec les autres prêtres pour qu’il n’y ait pas séparation étanche entre les deux rites. (...) Depuis [2016] les abbés nommés par la Fraternité se refusent à ce geste de communion sacerdotale et sacramentelle. ». Le diocèse conclut ce communiqué : « La messe selon le rite ancien sera assurée et les services de catéchèse, aumônerie, patronage, préparation aux sacrements seront proposés par les paroisses, en particulier celles proches de Fontaine-lès-Dijon et de Dijon-Saint Bernard. » Sur cette question de la concélébration, la fraternité Saint Pierre explique, dans un communiqué : « Chaque fois qu’un prêtre a été proposé pour exercer son ministère dans le diocèse, Mgr Minnerath l’a préalablement rencontré et a abordé avec lui la question de la concélébration. En acceptant dans son diocèse un prêtre de la FSSP, l’archevêque connaissait et acceptait donc la position de ce prêtre quant à la concélébration. »
Mgr Minnerath ayant atteint la limite d'âge, le 11 février 2022 le pape François nomme Antoine Hérouard pour lui succéder comme archevêque de Dijon. Membre de la Commission mixte internationale du dialogue catholique-orthodoxe, il intervient, dans un entretien, dans le cadre de l'émission Orthodoxie du 1er octobre 2023 ayant pour thème Chemin vers l'unité : Dialogue entre l'Église catholique et l'Église orthodoxe.

## Distinctions
- Chevalier de la Légion d'honneur (décret du 31 décembre 2006[8])